# Rhyparus mexicanus
Rhyparus mexicanus  (лат.) — вид жуков из подсемейства афодиин внутри семейства пластинчатоусых. Распространён в Мексике. Длина тела имаго 5 мм. Тело удлинённое, параллельностороннее, блестящее. Надкрылья чёрные; переднеспинка красноватая. Кили низкие, округлые.